# Сферификация

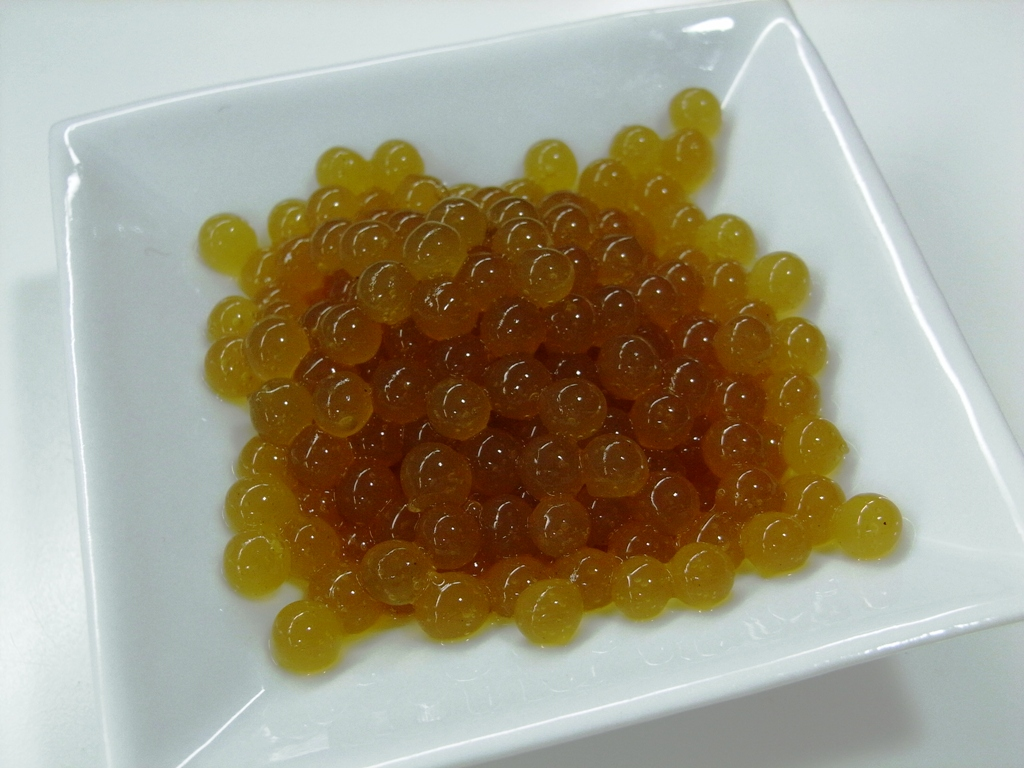
Сферификация зелёного чая.

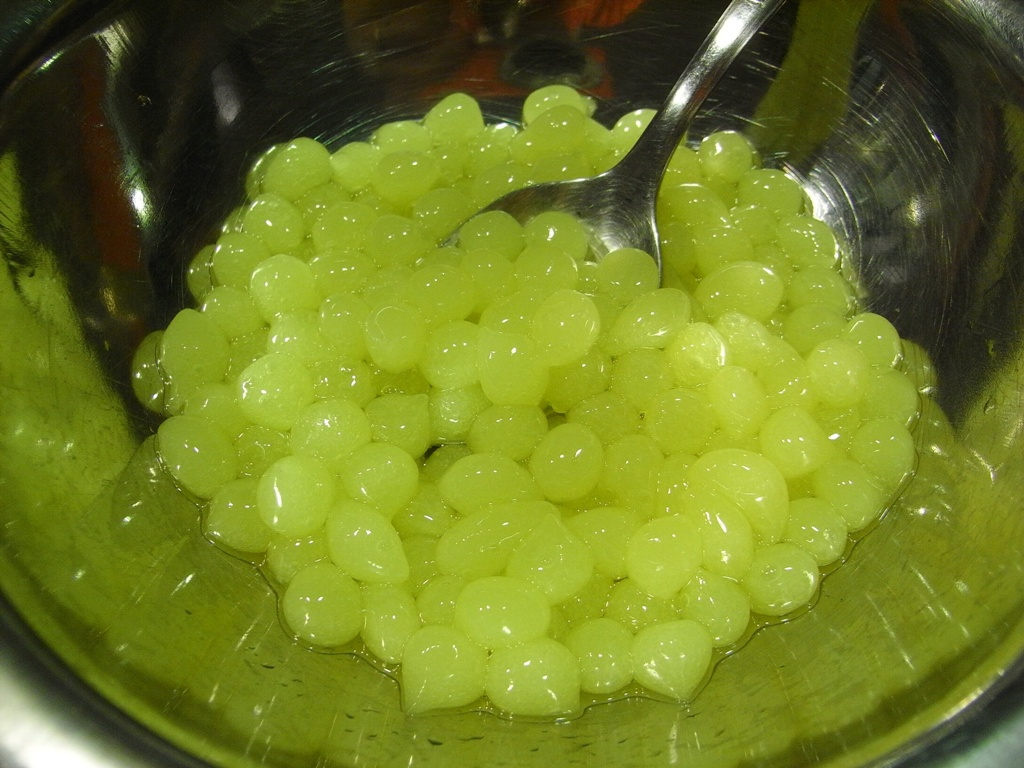
Сферификация яблочного сока.

Сферификация — придание жидкостям сферических форм.
Идея использовать сферификацию как метод для производства продуктов питания впервые была запатентована в Великобритании в 1942 году Уильямом Песхардтом (William Peschardt), работавшим в фирме Unilever.
На некоторое время технология утратила свою актуальность, но в 90-х её возродили повара в испанских ресторанах el Bulli.
С помощью этого метода жидкостям можно придать форму сферы двумя различными способами. Один способ может быть использован для формирования жидкостей, которые отличаются высоким содержанием кальция, как молоко, а другой идеально подходит для таких жидкостей, как фруктовый сок или пюре, в которых практически нет кальция.

## Использование метода в современной кулинарии
На сегодняшний день этот метод широко используется в кулинарии.
Американская дизайнерская компания Dovetailed использует сферификацию для «печати» фруктов с помощью 3D принтера. Хотя точный процесс, используемый компанией, пока не раскрывается, тем не менее, можно предположить, что они используют второй вариант.
При таком способе жидкость или фруктовое пюре смешивают с очень малым количеством вещества, называемым альгинат натрия, затем быстро помещают её в чашу с растворяемой кальциевой солью. На этом этапе сок или пюре формируют очень маленькие сферы, очень похожие на мелкую рыбную икру, чьи оболочки удерживают содержимое внутри.
Дальше 3D-принтер объединяет эти маленькие ароматные сферы с другими сферами такого же или другого вкуса, чтобы сформировать индивидуальные съедобные «плоды», которые выглядят так, как захочет пользователь.